# Nicolás Sánchez-Albornoz
Pour les articles homonymes, voir Sánchez et Albornoz.
Ne doit pas être confondu avec Nicolás Sánchez.
Nicolás Sánchez-Albornoz, né à Madrid le 11 février 1926, est un historien et universitaire républicain espagnol, premier directeur de l'Institut Cervantes.
Fils de Claudio Sánchez-Albornoz, président du gouvernement de la République espagnole en exil, il est l'un des grands témoins survivants de la guerre d'Espagne et de la dictature franquiste et l'un des principaux militants contemporains de la mémoire des victimes du régime de Franco.

## Biographie

### Jeunesse
Nicolás Sánchez-Albornoz est le fils de l'historien et homme politique Claudio Sánchez-Albornoz. Il passe sa jeunesse à Madrid et sa scolarité au Lycée français de Madrid. Alors étudiant, il participe à la tentative de reconstruction clandestine de la Federación Universitaria Escolar (FUE), syndicat étudiant clandestin contre le régime.

### Condamnation et exil
En 1947, il est arrêté pour ses activités militantes. Il est condamné aux travaux forcés et assigné, comme des centaines de républicains espagnols, à la construction du Valle de los Caídos, célèbre monument situé dans la Sierra de Guadarrama, dont la construction est ordonnée par Franco au début de son arrivée au pouvoir, en 1940. Il s'en évade en 1948, avec l'aide de l'anthropologue Paco Benet, de l'écrivaine Barbara Probst et de Barbara Mailer, sœur de Norman Mailer. Cette histoire, notamment relatée dans le livre Otros hombres, de Manuel Lamana, est présentée dans le film Les Années volées, de Fernando Colomo.
Après son évasion, il réussit à s'exiler en Argentine et y demeure pendant des décennies, refaisant une carrière dans le pays.

### Retour en Espagne démocratique
De retour en Espagne, il est nommé en tant que premier directeur de l'Institut Cervantes (1991-1996).
Depuis 1991, il est membre de l'Académie royale d'histoire de Madrid.
Il ne cesse, depuis, de militer en faveur des droits des victimes de la répression et de la dictature franquistes, notamment dans le cadre de la disparition des symboles franquistes dans l'espace public et de la transformation du Valle de Cuelgamuros (nom officiel du Valle de los Caidos, depuis les lois sur la mémoire historique) en mémorial des victimes du franquisme.